# مانويل غوميز
مانويل غوميز "نيكا" (Manuel Gomes)، مدرب كرة قدم برتغالي. درب نادي بنفيكا منذ عام 1994 وحتى عام 1996، ومنذ عام 2007 وهو يدرب نادي السالمية الكويتي.

## المصدر
- صفحة المدرب في موقع الاتحاد البرتغالي لكرة القدم

## روابط خارجية
- مانويل غوميز على موقع قاعدة بيانات كرة القدم.إي يو (الإنجليزية)
- مانويل غوميز على موقع Soccerway.com (الإنجليزية)